# Джеррі О'Коннелл
Джеремайя «Джеррі» О'Коннелл (англ. Jeremiah «Jerry» O'Connell; нар. 17 лютого 1974, Нью-Йорк) — американський актор, продюсер, режисер та сценарист.

## Життєпис
Джеррі О'Коннелл народився на Мангеттені у сім'ї канадця ірландського походження, художнього редактора та режисера Майкла О'Коннелла, і американки з польським корінням, викладачки мистецтв Лінди Вітковскі. Його дід за материнською лінією Чарлз С. Вітковскі був мером Джерсі-сіті у 1957—1961 роках. Джеррі виріс на Мангеттені зі своїм молодшим братом Чарлі О'Коннеллом, який теж став актором. Навчався в Професійній дитячій школі.
О'Коннелл з раннього дитинства був дуже артистичним, і батьки, помітивши це, знайшли для талановитої дитини місце на телебаченні. Джеррі ріс напрочуд активним, дуже любив баскетбол і водні види спорту. Ще він дуже любив собак, незважаючи на те, що в 11 років його покусав пес, внаслідок чого у О'Коннелла лишився шрам на верхній губі.
Навчався Джеррі О'Коннелл у Нью-Йоркському університеті з 1991 по 1995 рік, на факультеті «Кінематографія та телебачення». У травні 1995 року Джеррі закінчив університет. Його однокурсниками були такі відомі зараз актори, як Сара Мішель Ґеллар, Тара Рід, Маколей Калкін.

## Кар'єра
Джеррі вперше знявся у кіно, в картині Роба Райнера «Залишся зі мною», коли йому було 11 років. У 1993 році О'Коннелл з'явився у комедії Джона Вайтсела «Дівчина з календаря», де йому дісталась роль одного з трьох молодих хлопців, які вирушили у Голлівуд здійснити свою мрію — зустрітися з Мерилін Монро. Він повернувся на екран у телесеріалі «Вир світів», а у 1996-му зіграв Франка у дуже успішному «Джеррі Маґвайрі» Кемерона Кроу з Томом Крузом і Рене Зеллвегер. Того ж року актор виконав головну роль у «Квартирі Джо» — комедії про молодого чоловіка, який, приїхавши до Нью-Йорка, змушений ділити свої апартаменти з тарганами, які вміють співати й танцювати.
Популярності О'Коннеллу додав фільм «Крик-2» Веса Крейвена, в якому йому дісталась роль бойфренда героїні Нів Кембелл. У 1999 році актор знявся у комедії Майкла Крістофера «Оголені тіла», а у 2001-му став по-справжньому відомим, зігравши Майкла Делейні у романтичній комедії «Березневі коти». За останню роль він отримав премію MTV як найпривабливіший актор. О'Коннелл не забував і про телебачення, беручи участь у серіалах «Розслідування Джордан», «Без сліду», «Лас-Вегас», «Хто така Саманта?» тощо.
О'Коннелл виконав одну з головних ролей у трилері «Піраньї 3D». У 2009-му О'Коннел знявся разом з Бейонсе у трилері Стіва Шилла «Одержимі».

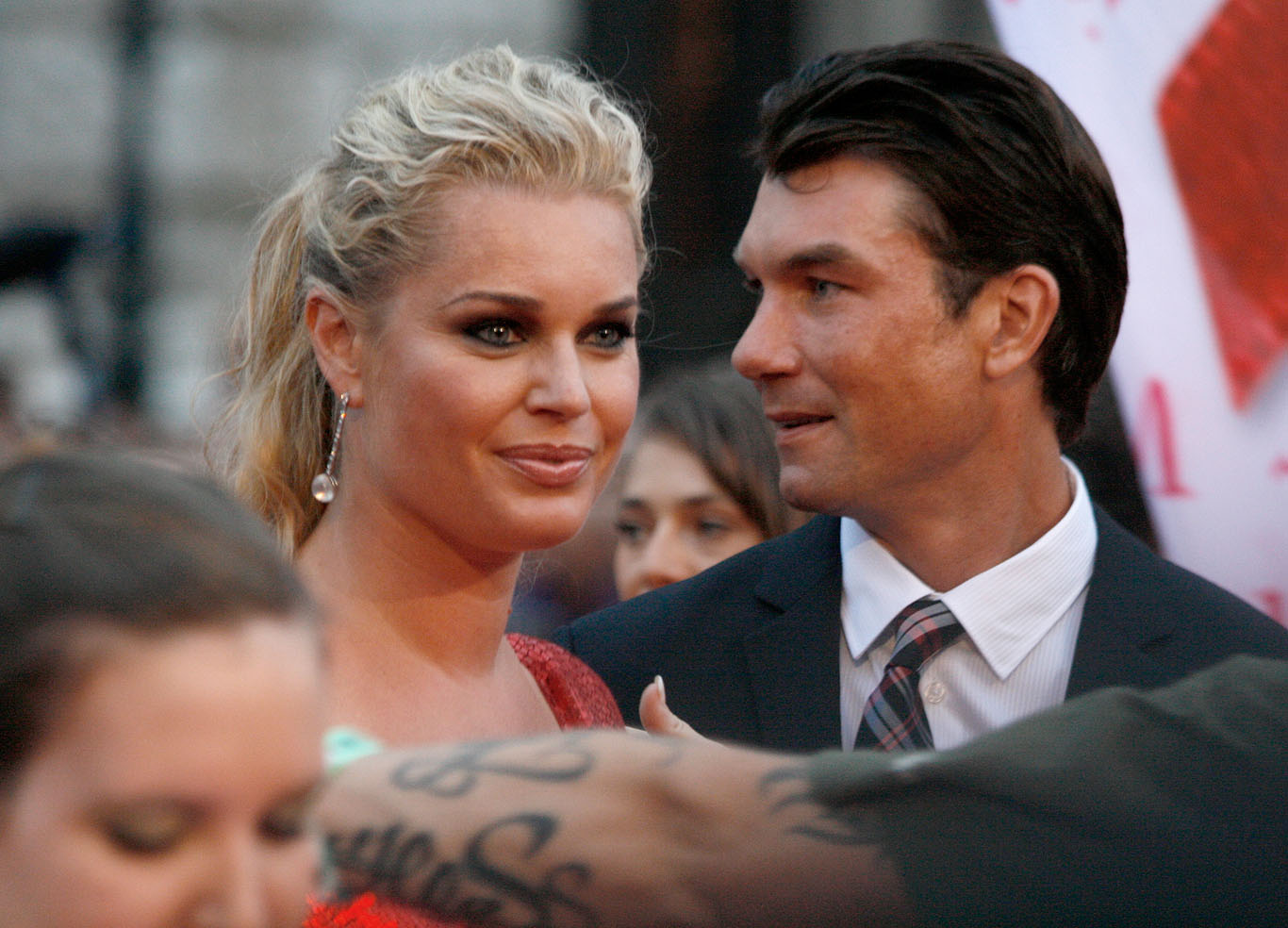
Джеррі О'Коннелл з дружиною Ребекою Ромейн. 2010 рік

## Особисте життя
Дружина Джеррі О'Коннелла – акторка та колишня модель Ребекка Ромейн (Містик з «Людей Ікс»). Вони познайомились у 2004 році в Лас-Вегасі, коли Ребекка знімала документальний фільм про співаючі фонтани готелю і казино Bellagio. Для Джеррі це перший шлюб, для Ребекки другий. Весільна церемонія відбулась 4 липня 2007 року в Лос-Анджелесі і була скромною: на ній були присутні лише друзі та близькі. 28 грудня 2008 року на світ з'явились дві дочки О'Коннелла та Ромейн, яких назвали Доллі Ребекка Роуз та Чарлі Тамара Тьюліп.

## Фільмографія

### Фільми
| Рік  |    | Українська назва                              | Оригінальна назва                            | Роль                      |
| ---- | -- | --------------------------------------------- | -------------------------------------------- | ------------------------- |
| 1986 | ф  | «Залишся зі мною»                             | Stand by me                                  | Верн Тессіо               |
| 1988 | ф  | «Поліцейська академія 5: Операція Маямі-біч»  | Police Academy 5: Assignment: Miami Beach    | Малюк на пляжі            |
| 1993 | ф  | «Дівчина з календаря»                         | Calendar Gir                                 | Скотт Форман              |
| 1995 | ф  | «Синя річка»                                  | Blue River                                   | Лоуренс Селларс           |
| 1996 | ф  | «Квартирка Джо»                               | Joe's Apartment                              | Джо                       |
| 1997 | ф  | «Джеррі Маґвайр»                              | Jerry Maguire                                | Френк Кушмен              |
| 1997 | ф  | «Крик 2»                                      | Scream 2                                     | Дерек                     |
| 1998 | ф  | «Не можу дочекатися»                          | Can not Hardly Wai                           | Тріп Макніл               |
| 1999 | ф  | «Оголені тіла»                                | Body Shots                                   | Майкл Пенорізі            |
| 2000 | ф  | «Місія на Марс»                               | Mission to Mars                              | Філ Олмайєр               |
| 2001 | ф  | «Березневі коти»                              | Tomcats                                      | Майл Делані               |
| 2002 | ф  | «Крутий хлопець»                              | The New Guy                                  | Перший близнюк на вечірці |
| 2002 | ф  | «Кіт у мішку»                                 | Buying the Cow                               | Девід Коллінз             |
| 2003 | ф  | «Кенгуру Джекпот»                             | Kangaroo Jack                                | Чарлі Карбоні             |
| 2004 | ф  | «Товстушки»                                   | Fat Slags                                    | Шон Кулі                  |
| 2005 | ф  | «Твої, мої і наші»                            | Yours, Mine and Ours                         | Макс                      |
| 2006 | ф  | «Алібі»                                       | The Alibi                                    | Бізнесмен                 |
| 2006 | ф  | «Марнотратники життя»                         | Man About Town                               | Девід Ліллі               |
| 2006 | ф  | «Кімната №6»                                  | Room 6                                       | Лукас Ділан               |
| 2008 | ф  | «Пародія. Відео. Том Круз хоче вас бачити»    | The Parody Video Tom Cruise Wants You to See | Том Круз                  |
| 2009 | ф  | «Дитина на борту»                             | Baby on board                                | Кертіс Маркс              |
| 2009 | ф  | «Одержимі»                                    | Obsessed                                     | Бен                       |
| 2010 | ф  | «Супермен / Шазам!: Повернення Чорного Адама» | Superman/Shazam!: The Return of Black Adam   | Капітан Марвел            |
| 2010 | ф  | «Піраньї 3D»                                  | Piranha 3-D                                  | Деррік Джонс              |
| 2013 | ф  | «Дуже страшне кіно 5»                         | Scary Movie 5                                | Крістіан Ґрей             |
| 2014 | ф  | «Космічна станція 76»                         | Space Station 76                             | Стів                      |
| 2014 | ф  | «Вероніка Марс»                               | Veronica Mars                                | Шериф Ден Лемб            |
| 2014 | ф  | «Двійник»                                     | The Lookalike                                | Джо Малліґан              |
| 2015 | мф | «Ліга Справедливості: Трон Атлантиди»         | Justice League: Throne of Atlantis           | Супермен (голос)          |
| 2017 | ф  | «Бійся своїх бажань»                          | Wish Upon                                    | Алекс                     |
| 2018 | мф | Смерть Супермена                              | The Death of Superman                        | Супермен (голос)          |
| 2019 | мф | Правління Супермена                           | Reign of the Supermen                        | Супермен (голос)          |
| 2019 | ф  |                                               | Satanic Panic                                | Семюел Росс               |
| 2019 | ф  |                                               | Deep Murder                                  | Дуґ                       |
| 2019 | мф | Бетмен: Цить                                  | Batman: Hush                                 | Супермен (голос)          |
| 2019 | мф | Загибель і повернення Супермена               | The Death and Return of Superman             | Супермен (голос)          |
| 2020 | мф | Темна Ліга Справедливості: Війна Апоколіпса   | Justice League Dark: Apokolips War           | Супермен (голос)          |
| 2020 | ф  |                                               | The F**k-It List                             | Джеффрі                   |
| 2020 | ф  | Секрет                                        | The Secret: Dare to Dream                    | Таккер                    |
| 2020 | ф  |                                               | Ballbuster                                   | Річ                       |
| 2021 | ф  | Песики на варті                               | Pups Alone                                   | Чарлі (голос)             |

### Телесеріали
| Рік       |    | Українська назва               | Оригінальна назва                          | Роль                                                            |
| --------- | -- | ------------------------------ | ------------------------------------------ | --------------------------------------------------------------- |
| 1987      | с  | «Кімната Нагорі»               | The Room Upstairs                          | Карл                                                            |
| 1985—1989 | с  | «Зрівнювач»                    | The Equalizer                              | Боббі                                                           |
| 1988—1991 | с  | «Моє друге я»                  | My Secret Identity                         | Ендрю Клементс                                                  |
| 1989      | с  | «Чарльз у відповіді»           | Charles in Charge                          | Девід Лендон                                                    |
| 1990      | с  | «TGIF»                         | TGIF                                       | Броді                                                           |
| 1992—1993 | с  | «Табір Вайлдер»                | Camp Wilder                                | Броді Вайлдер                                                   |
| 1995      | с  | «Лісник, кухар і дірка в небі» | The Ranger, the Cook and a Hole in the Sky | Мак                                                             |
| 1995      | с  | «Блакитна річка»               | Blue River                                 | Лоуренс Селларс                                                 |
| 1995—1999 | с  | «Вир світів»                   | Sliders                                    | Квін Мелорі                                                     |
| 1999      | с  | «У 60-х»                       | The '60s                                   | Брайан Герлігі                                                  |
| 2001      | с  | «Видіннях»                     | Night Visions                              | Енді                                                            |
| 2002      | с  | «Вирушаючи до Каліфорнії»      | Going to California                        | Піт                                                             |
| 2002      | с  | «Римський вогонь»              | Rome Fire                                  | Райан Вілер                                                     |
| 2002—2007 | с  | «Розслідування Джордан»        | Crossing Jordan                            | Детектив Вуді                                                   |
| 2018      | с  |                                | Bravo's Play by Play                       |                                                                 |
| 2018      | с  | Теорія великого вибуху         | The Big Bang Theory                        | Джордж Купер молодший (3 епізоди)                               |
| 2014—2019 | с  | П'яна історія                  | Drunk History                              | Томас Джефферсон / Кен Макелрой / Григорій Распутін (4 епізоди) |
| 2016—2019 | с  | Мільярди                       | Billions                                   | Стівен Берч (7 епізодів)                                        |
| 2018—2019 | с  | Картер                         | Carter                                     | Гарлі Картер                                                    |
| 2020      | с  |                                | Flipped                                    | Чезз Коннеллі                                                   |
| 2020      | мс |                                | Star Trek: Lower Decks                     | командер Джек Ренсом                                            |

## Продюсер та сценарист
- Вир світів (1998—1999)
- Перша дочка (2004)

## Режисер
- Вир світів

## Премії та нагороди
| Рік  | Нагорода        | Категорія                                           | Результат | Фільм           |
| ---- | --------------- | --------------------------------------------------- | --------- | --------------- |
| 1987 | «Молодий актор» | (разом з Рівер Фенікс, Корі Фельдман, Віл Вітон)    | Перемога  | Залишся зі мною |
| 1989 | «Молодий актор» | Премія «Молодий актор» найкращому молодому акторові | Номінація | Моє друге я     |
| 1990 | «Молодий актор» | Премія «Молодий актор» найкращому молодому акторові | Номінація | Моє друге я     |